# Stazione di Rottofreno
Stazione di Rottofreno vasútállomás Olaszországban, Rottofreno településen.

## Vasútvonalak
Az állomást az alábbi vasútvonalak érintik:
- Alessandria–Piacenza-vasútvonal

## Kapcsolódó állomások
A vasútállomáshoz az alábbi állomások vannak a legközelebb:
- Stazione di Sarmato
- Stazione di San Nicolò